# Disco Gramy
Disco Gramy (wcześniej jako Wstawaj! Gramy!) – poranny program telewizyjny pokazujący teledyski piosenek, głównie disco polo, emitowany od 3 kwietnia 2006 o godz. 4:55.

## Historia

### Wstawaj! Gramy!

#### Lata 2006-2015
3 kwietnia 2006 od poniedziałku do piątku o godz. 6:00 rano w Polsacie pojawił się pierwszy odcinek programu "Wstawaj! Gramy!", który był nadawany do 2 marca 2015 roku i to właśnie zastąpił program Piosenka na życzenie, gdzie był emitowany w latach 1998–2006. Czterokrotnie zmienił porę nadawania: od 3 września 2007 do 28 grudnia 2007 od poniedziałku do piątku o godz. 5:45, od 2 stycznia 2008 do 29 czerwca 2008 od poniedziałku do piątku o godz. 5:30, od 30 czerwca 2008 do 30 czerwca 2010 codzienne o godz. 5:15, a od 1 lipca 2010 do 2 marca 2015 codziennie o godz. 5:00. Od 1 czerwca 2008 był również nadawany w weekendy. W programie pokazywane były teledyski i wywiady z gwiazdami. Prowadzący sprawdzali na ulicach polskich miast, co Polacy robią i co myślą o tak wczesnej porze.
Gośćmi programu byli np.: Verba, Akcent czy Kaja Paschalska. Pierwszym gościem był zespół Happy End, a ostatnim - Rafał Brzozowski.
Pierwszym utworem był Afric Simon - „Hafanana”, a ostatnim – Margaret - „Thank You Very Much”.
3 marca 2015 roku "Wstawaj! Gramy!" został zastąpiony przez "Disco Gramy".

### Disco Gramy

#### Od 2015
3 marca 2015 o godz. 5:00 rozpoczęło nadawanie programu "Disco Gramy". Pierwszym gościem był zespół Mejk.
Pierwszym utworem był Weekend - „Ja chodzę z nią”.
Od 6 marca 2015 "Disco Gramy" również jest nadawany w ATM Rozrywka, który jest emitowany obecnie o godz. 6:00 rano.
Emitowany jest także w Disco Polo Music, który jest emitowany codziennie o godz. 9:00.
W okresie letnim 2018 roku za Roberta "Mykee" Jarka prowadziły takie zespoły jak: Lider, After Party, Top Girls, B-QLL, As, Mejk, Focus i Bobi. Nawet prowadzeni program byli za Roberta "Mykee" Jarka prowadziły jak: Romek Wrzosek, DJ Pietrek, Beata Gajek, Dagmara Kajdel i Maciej Dobrowolski.
Od 1 września 2018 roku program jest emitowany także w Polsacie 2, który jest obecnie emitowany codziennie o godz. 6:00 rano.
Od 15 października 2018 "Disco Gramy" z Polsatu zmienił porę emisji i był codziennie o godz. 4:55, a od 21 kwietnia 2020 jest emitowany o 4:40.
Od 1 marca 2025 program jest emitowany także w Polo TV, który jest emitowany codziennie o 8:00